# Pothaeus
Pothaeus là một chi nhện trong họ Thomisidae.